# Tømmermænd i Vegas
Tømmermænd i Vegas (originaltitel: The Hangover) er en amerikansk komediefilm fra 2009, instrueret og skrevet af Todd Phillips og med Bradley Cooper, Ed Helms, Justin Bartha og Zach Galifianakis i hovedrollerne.

## Medvirkende
- Bradley Cooper som Phil Wenneck
- Ed Helms som Stu Price
- Zach Galifianakis som Alan Garner
- Heather Graham som Jade
- Justin Bartha som Doug Billings
- Sasha Barrese som Tracy Garner
- Rachael Harris som Melissa
- Jeffrey Tambor som Sid Garner
- Ken Jeong som Mr. Chow
- Mike Tyson som sig selv
- Mike Epps som Black Doug
- Rob Riggle som Officer Franklin
- Bryan Callen som Eddie Palermo
- Mike Vallely som Tuxedo Delivery Man
- Carrot Top som sig selv
- Wayne Newton som sig selv

## Handling
Filmen omhandler Dougs vilde polterabend som bliver holdt i Las Vegas. Doug bliver, efter den vilde nat i Vegas, væk for de 3 andre venner, og de vågner til et smadret hotelværelse, en tiger på badeværelset, en baby, en gift Stu, og ikke mindst de værste tømmermænd i verden. Det gælder derfor for de tre venner at finde ud af, hvad der skete natten før, så de kan finde Doug igen.